# Joseph Hardy Neesima
Joseph Hardy Neesima (新島襄, Niijima Jō, 12 février 1843 - 23 janvier 1890) était un instituteur japonais de l'ère Meiji, fondateur de l'université Dōshisha et de l'université des arts libéraux de Doshisha pour femmes (en).

## Biographie
Neesima est né à Edo (Tokyo actuel), fils d'un membre du clan Itakura du domaine d'Annaka. Son nom de naissance était Shimeta Niijima (新島七五三太).
En 1864, les lois sur l'isolement national étaient encore en vigueur au Japon, et les Japonais n'étaient pas autorisés à voyager outre-mer sans permission du gouvernement. Cependant, Neesima avait étudié intensivement plusieurs matières du rangaku, et était déterminé à aller en Amérique. À 21 ans, il a supplié le capitaine William T. Savory, de Salem, de Massachusetts, commandant du brick Berlin, de l'emmener aux États-Unis, afin d'étudier la science occidentale et le christianisme. Le capitaine Savory accepta de l'aider, à condition que Neesima monte à bord pendant la nuit, sans aide de l'équipage. Sachant que Neesima pouvait être exécuté en cas d'arrestation, Savory a caché Neesima dans sa chambre pour les douaniers. Il a ensuite obtenu le passage de Neesima de Chine jusqu'aux États-Unis sur le Wild Rover, commandé par le capitaine Horace Taylor de Chatham, Massachusetts. Le Wild Rover appartenait à Alpheus Hardy.
Quand il est arrivé à Andover, Massachusetts, il a été parrainé par Alpheus et Susan Hardy, les membres de la Old South Church. Il a fréquenté la Phillips Academy de 1865 à 1867, puis le Amherst College de 1867 à 1870. En recevant un diplôme d'Amherst, Neesima est devenu le premier japonais à recevoir un diplôme d'une université occidentale.
En 1866, il fut baptisé et de 1870 à 1874, il étudia au séminaire théologique d'Andover. En 1874, il est devenu le premier japonais à être ordonné en tant que ministre protestant.
Quand la mission Iwakura visita les États-Unis pendant son tour du monde, il a aidé en tant qu'interprète. Neesima a assisté à la soixante-cinquième réunion annuelle de la congrégation de l'église à Rutland, Vermont en 1874, et a lancé un appel aux fonds pour construire une école chrétienne au Japon. Avec le soutien et les fonds reçus, il est retourné au Japon, et, en 1875, fonda une école à Kyoto, qui s'est développé rapidement et est devenu l'université Dōshisha.
Il a été aidé par son épouse Yae Neesima et son beau-frère Yamamoto Kakuma, qui étaient également en activité avec la communauté chrétienne locale de Kyoto. En 1889, l'université d'Amherst lui a attribué un doctorat honorifique, le premier attribué à un japonais. Il est mort à Ōiso, préfecture de Kanagawa, et a été enterré à Kyoto.
Il a été honoré sur un timbre-poste japonais en 1950.
En son honneur, l'université junior de Niijima Gakuen (l新島学園短期大学, Niijima gakuen tanki daigaku) a été fondée. C'est une université junior privée à Takasaki, Gunma, Japon. De même, il y a l'université senoir Niijima Gakuen, qui a des liens étroits à l'université Doshisha.